# Pedro Gutiérrez Montero
Pedro Gutiérrez Montero (Lima, Provincia de Lima, Perú, 5 de octubre de 1991) es un futbolista peruano. Juega como interior izquierdo y su equipo actual es Deportivo Coopsol de la Liga 2. Tiene 33 años.

## Trayectoria
Pedro Gutiérrez se inició en las divisiones menores de la Universidad San Martín. En 2007 viajó a Uruguay a entrenar en el club Danubio FC.
En el año 2011, Gutiérrez llega al Club Juan Aurich donde se queda una temporada y solo disputa un partido por el Torneo Intermedio. 
Al año siguiente llega al Club Deportivo Unión Comercio donde juega solamente 3 partidos en la profesional. Terminado el campeonato del 2012 deja el fútbol por un año. 
El año 2014 firma por el Club Centro Deportivo Municipal de la Segunda División Peruana, equipo donde se convierte en titular indiscutible disputando 27 fechas de las 30 y donde logra el ascenso a la máxima categoría del fútbol peruano.

## Estadísticas

### Clubes
| Club                | País | Año       |
| ------------------- | ---- | --------- |
| Juan Aurich         | Perú | 2011      |
| Unión Comercio      | Perú | 2012      |
| Deportivo Municipal | Perú | 2014-2018 |
| Deportivo Coopsol   | Perú | 2019      |
| Cusco FC            | Perú | 2020      |
| Deportivo Coopsol   | Perú | 2021 -    |

## Palmarés

### Títulos nacionales
| Título                   | Club                | País | Año  |
| ------------------------ | ------------------- | ---- | ---- |
| Torneo Descentralizado   | Juan Aurich         | Perú | 2011 |
| Segunda División Peruana | Deportivo Municipal | Perú | 2014 |